# Chiesa di San Bartolomeo a Monte Oliveto
La chiesa di San Bartolomeo a Monte Oliveto è un luogo di culto cattolico che fa parte di un ex complesso monastico situato in via Monte Oliveto a Firenze.

## Storia e descrizione

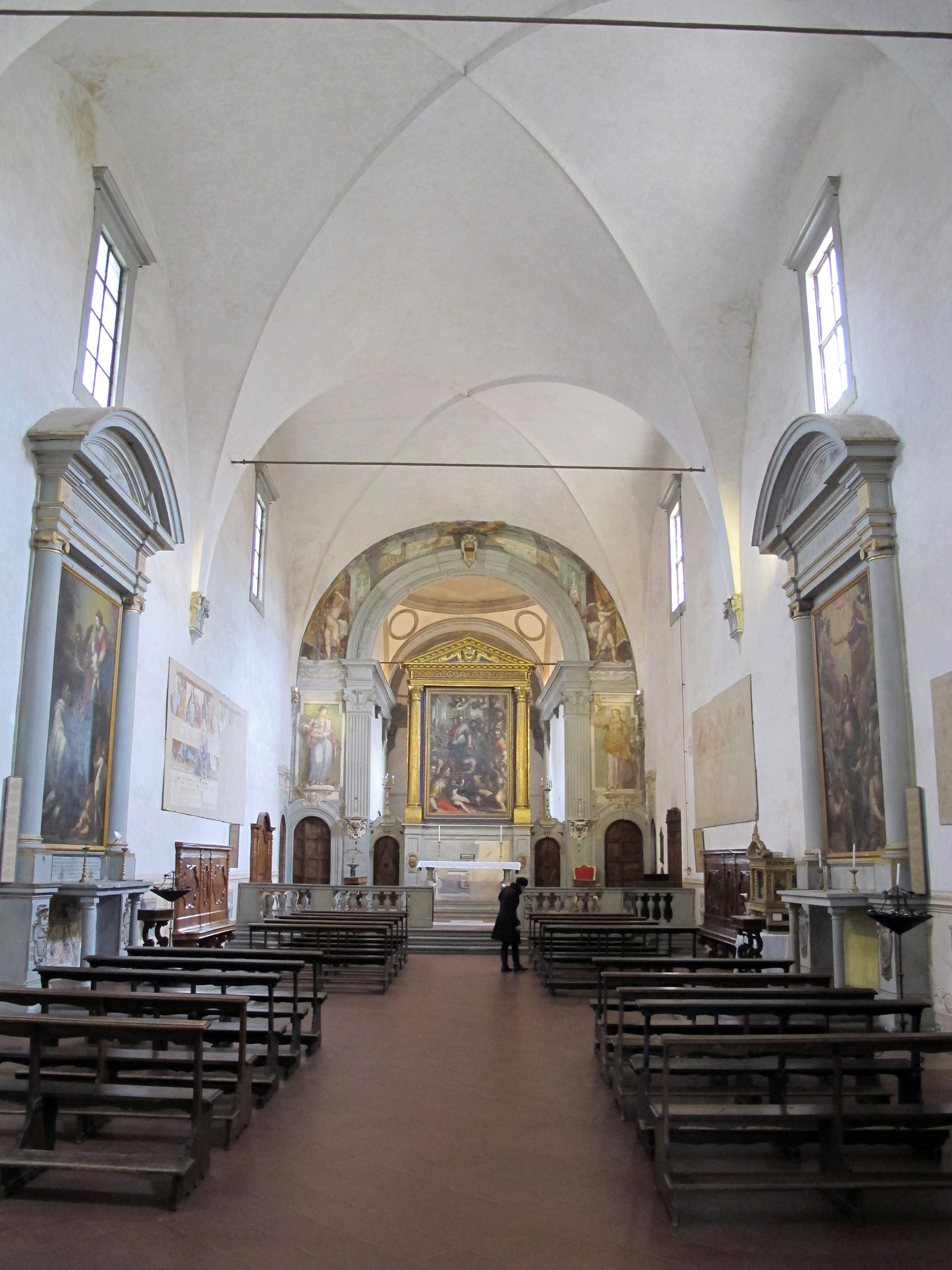
L'interno

Fondato nel 1334 da un monaco dell'abbazia di Monte Oliveto Maggiore, il monastero venne poi ampliato nel 1377 col terreno donato da Bartolomeo Capponi e fu poi edificato nelle forme michelozziane attuali nel 1454.
La chiesa fu ristrutturata nel 1472, nuovamente nel 1725 e infine nel 1955. 
L'interno, ad unica navata con volte a crociera, conserva l'affresco dell'Ultima Cena (e sinopia) del Sodoma (1515 ca.), staccato dal refettorio, affreschi di Bernardino Poccetti (1608 ca.) e l'affresco staccato della Deposizione di Cristo (e sinopia) di Ulisse Giocchi.
Numerose sono le tele di importanti pittori soprattutto manieristi, come sull'altare maggiore il Cristo e la Emorroissa del Poppi, la Madonna col Bambino in gloria tra santi domenicani e sante, proveniente dal convento del Maglio e identificabile con quella eseguita da Girolamo Macchietti tra 1586 e 1588 in collaborazione con il nipote e suo allievo Domenico Albertini, una Assunzione di Maria di Domenico Passignano (1592), il Beato Bernardo Tolomei di Simone Pignoni, la Santa Francesca Romana di Fabrizio Boschi (1610).
Notevoli le due acquasantiere figurate, a destra con la Vestale Tuccia, di Giovanni Battista Caccini, a sinistra con Claudia, del fiammingo Francesco Bostrinis (1676).

## Opere già in loco
- Leonardo da Vinci, Annunciazione, oggi agli Uffizi
- Santi di Tito, Ingresso di Cristo in Gerusalemme, oggi alla Galleria dell'Accademia
- Lorenzo Monaco, trittico, oggi alla Galleria dell'Accademia
- Raffaellino Del Garbo, Resurrezione di Cristo, oggi alla Galleria dell'Accademia